# Острів кошмарів

## Про фільм
Фільм жахів 2020 року виробництва США і Таїланду. Режисер Даррен Лінн Боусман.
Прем'єра в світі відбулася 2 жовтня 2020 року. Перший показ в Україні — 29 жовтня 2020-го. Дигітальна прем'єра — 23 листопада 2020 року.

## Стислий зміст
Молода пара відпочиває в екзотичній країні, та одного разу перебрала зайвого в місцевому барі. Наступного дня, нічого не пам'ятаючи, молодята виявляють у своєму телефоні дивне ритуальне відео. На ньому чоловік вбиває свою дружину — незважаючи на те, що та жива та неушкоджена.

## Знімались
- Меггі К'ю — Крістін
- Люк Гемсворт — Нейл
- Алекс Ессое — Саманта